# Nenad Cvetković (calciatore 1996)
Nenad Cvetković (in serbo Ненад Цветковић?; Užice, 6 gennaio 1996) è un calciatore serbo, difensore del Rapid Vienna.

## Carriera
Ha giocato nella massima serie serba.